# Effet Salvinia
Pour un article plus général, voir Superhydrophobe.

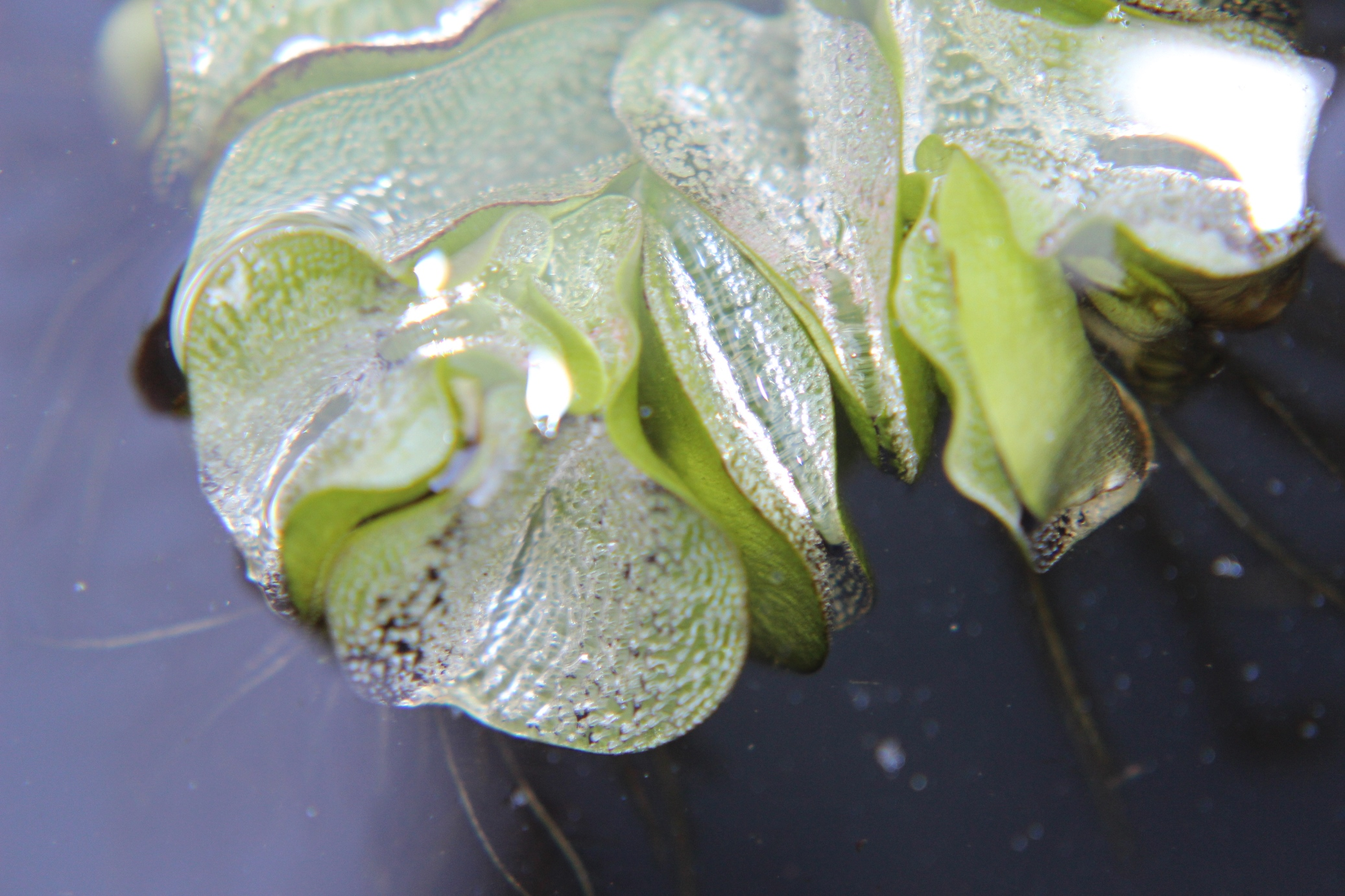
La Salvinie géante, fougère aquatique qui flotte par effet Salvinia.

En physique, l’effet Salvinia est un phénomène qui rend une surface superhydrophobe en la recouvrant d'une couche stable quand elle est immergée dans l'eau. Son nom vient du genre de la fougère aquatique Salvinia (de l'écrivain italien Antonio Maria Salvini) qui utilise cette technique pour flotter.
Utilisée aussi par la punaise d'eau Notonecta, cette technique pourrait par biomimétisme recouvrir la coque des bateaux qui flotteraient alors sur une couche d'air afin de réduire la résistance au courant : les premiers enduits prototypes ont montré une diminution de 30 % de la force de frottement,. Une telle surface serait constituée de structures élastiques avec des poils recourbés jusqu'à plusieurs millimètres de long qui engloberaient la couche d’air sous l’eau, à l'instar des équivalents biologiques.

## Histoire
L’effet Salvinia a été découvert par le biologiste et bionicien Wilhelm Barthlott (Université de Bonn) et ses collaborateurs et examiné depuis 2002 sur nombre de plantes et d’animaux. Entre 2006 et 2016 sont parues des publications et des brevets ont été déposés.

## Modèles du vivant
La fougère flottante Salvinia avec ses poils aux formes extrêmement compliquées et l’insecte aquatique Notonecta qui nage sur le dos avec une structure complexe et double de poils (Setae) et de Microtrichia se sont avérés être des exemples biologiques parfaits. Trois des environ dix sortes les plus connues de Salvinia montrent en outre l’étonnante et paradoxale particularité d’une hétérogénéité chimique: des pointes de poils hydrophiles qui stabilisent en plus la couche d’air.
Lorsque l’on plonge des surfaces structurées superhydrophobes sous l’eau, on observe que de l’air se retrouve emprisonné entre les structures et ceci pendant un certain laps de temps. Les surfaces immergées montrent alors un éclat argenté en raison de la réflexion - voire réflexion totale - de la lumière à l’interface entre l’air et l’eau. Les couches d’air qui tiennent longtemps sont aussi connues des Arthropodes qui vivent sous l’eau et qui respirent par cette sorte de ventouse (Plastron): L’arraignée Argyroneta et l’insecte Aphelocheirus en sont des exemples. Les couches d’air servent aussi à réduire le frottement pour les animaux qui se déplacent rapidement sous l’eau comme la punaise d´eau Notonecta. 
Les meilleurs exemples connus de rétention d’air durable sous l’eau sont les fougères flottantes du genre Salvinia. On en trouve une dizaine de grandes espèces très variées dans les eaux dormantes de toutes les régions les plus chaudes de la terre, une espèce (S. natans) se trouve également en Europe Centrale. Retenir l’air semble être ici une question de stratégie de survie pour les plantes. La couche supérieure de leurs feuilles est très imperméable à l’eau et révèle une pilosité veloutée extrêmement compliquée et d’une spécificité très différente selon l’espèce. Chez quelques espèces, les poils, qui sont toujours constitués de plusieurs cellules et mesurent de 0,3 à 3 mm, sont isolés (S. cucullata); chez S. oblongifolia les poils sont reliés deux par deux par leur pointe. S. minima et S. natans possèdent quatre poils libres reliés à un même socle. Ce sont les S. molesta et S. auriculata ainsi que les espèces proches parentes qui possèdent les poils les plus complexes: les poils sont fixés par quatre sur une tige commune et sont reliés entre eux par la pointe. Le tout ressemble à un fouet microscopique, ce qui a conduit à lui donner le nom approprié de “poils de fouet” (eggbeater trichomes). La surface totale de la feuille - y compris les poils – est couverte de cristaux nanomètriques qui sont à l’origine du caractère hydrophobe de la surface. Les surfaces des feuilles sont ainsi un exemple classique d’une structuration hierarchique.
Les poils en forme de fouet de Salvinia molesta et les espèces proches parentes (par ex. Salvinia auriculata) montrent une particularité supplémentaire surprenante. Les quatre cellules (“cellules d’ancre”) aux pointes des Trichomes sont, contrairement au reste de la surface, dépourvues de cire, et par conséquent hydrophiles; concrètement, des îles hydrophiles sur une surface superhydrophobe. Cette hétérogénéité chimique permet un point d’encrage (“Pinning”) de l’interface eau-air et aboutit par ce “Salvinia-Paradoxe” à des couches d’air durables et d’une pression optimale stable sous l’eau.
La couche d’air de la fougère aquatique qui flotte lentement ne sert aucunement à la réduction du frottement. La « Giant Salvinia » (S. molesta), qui, d’un point de vue écologique, est extrêmement capable de s’adapter, se trouve entre-temps dans toutes les zones tropicales et subtropicales de la terre et s’avère être une des plus importantes plantes invasives devenant ainsi un véritable problème écologique et économique.
Son taux de croissance est peut-être l’un des plus élevés des plantes vasculaires. Dans des conditions optimales dans les tropiques la plante peut doubler sa biomasse en l’ espace de quatre jours. L’effet Salvinia décrit ci-dessus joue probablement un rôle décisif dans son succès écologique; Les matelas flottants constitués de plusieurs couches maintiennent vraisemblablement sa fonction à l’intérieur de la poche d’air.

## Principe de fonctionnement

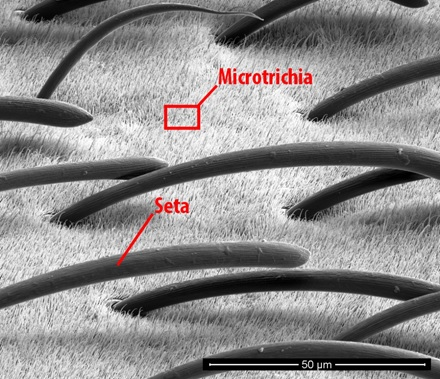
Punaise d’eau Notonecta glauca: Le côté de l’aile touchant l’eau révèle une structure hiérarchique de longs poils (Setae) et un duvet de Microtrichia.

L’effet Salvinia décrit des surfaces, qui sont capables de retenir durablement sous l’eau des couches d’air relativement épaisses grâce à une chimie hydrophobe liée à une architecture complexe de dimension nanoscopique et microscopique. C’est Wilhelm Barthlott et ses collaborateurs de l’Université de Bonn qui ont découvert ce phénomène lors de l’étude systématique de plantes et d’animaux vivant sous l’eau au cours des années 2002 – 2007. Cinq critères - ont été retenus pour définir l’existence de couches d’air stables sous l’eau qui ont été désignés depuis 2009 comme l’Effet Salvinia :
La chimie hydrophobe des surfaces qui, combinée à des nanostructures, génère une superhydrophobie, des structures microscopiques comme des cheveux, hautes de quelques micromillimètres à quelques millimètres qui montrent des ramifications et sont élastiques. Cette élasticité semble être importante pour la compression de la couche d’air dans des conditions hydrostatiques changeantes. Un critère supplémentaire d’optimisation est représenté par l’hétérogénéité chimique de pointes hydrophiles (Salvinia-Paradoxe 3 5. Il s’agit ici d’un cas d’école d’une structuration hiérarchique sur plusieurs niveaux.
En biologie les surfaces à Effet Salvinia sont toujours fragmentées en compartiments relativement petits, d’une longueur de 0,5 à 8 cm, et leurs bords sont protégés d’une fuite d’air par une microarchitecture,. Cette compartimentation avec ses effets bordurés joue un rôle significatif quant à son application technique.
Dans ce qui suit, le principe de fonctionnement va être expliqué par l’exemple de la Salvinia molesta: ses feuilles sont capables de retenir sous l’eau une couche d’air stable à leur surface de façon durable (sur plusieurs semaines). Si l’on plonge une feuille sous l’eau, apparait aussitôt l’éclat argenté décrit ci-avant à sa surface. La particularité de la S. molesta repose sur la stabilité durable. Alors que pour la plupart des surfaces hydrophobes, l’air s’estompe déjà après peu de temps, la Salvinia molesta est en mesure de retenir l’air pendant plusieurs jours, voire des semaines, sachant que la durée est seulement limitée par la durée de vie de la feuille.
La grande stabilité de la couche d’air est due à la combinaison apparemment paradoxale d’une surface superhydrophobe (qui repousse l’eau) avec des endroits hydrophiles (qui aiment l’eau) à la pointe des structures.
En cas d’ immersion et en raison du caractère superhydrophobe de la surface, l’eau ne peut pénétrer dans l’interstice entre les poils, et ainsi, une couche d’air va y être emprisonnée. C’est par les quatre cellules hydrophiles qui se trouvent à la pointe de chaque poil que l’eau se fixe à leur terminaison. C’est cette fixation qui assure la stabilisation de la couche d’air maintenue sous l’eau. (Ce principe est montré dans l’illustration).
Ici sont représentées schématiquement deux surfaces retenant l’air et immergées dans l’eau. À gauche une surface purement hydrophobe et à droite une surface avec des pointes hydrophiles.
En cas de dépressurisation, dans le cas de la surface purement hydrophobe (à gauche), il se forme très rapidement une bulle d’air qui s’étend sur plusieurs structures, car l’eau repose seulement sur les pointes des structures. En augmentant cette pression, la bulle d’air peut vite grandir et se détacher de la surface. L’air monte à la surface et la couche d’air va lentement se réduire jusqu'à disparition complète.
Dans le cas de la surface avec des pointes hydrophiles (à droite) l’eau va être fixée (retenue) par l’endroit hydrophile se trouvant au bout de chaque structure. À cause de cette fixation la formation d’une bulle d’air qui s’étend sur plusieurs structures est rendue considérablement plus difficile, car pour cela, il faudrait tout d’abord qu’une attache, voire plusieurs, soit cassée. Ceci signifie une dépense d’énergie beaucoup plus grande. Par conséquent il faut une dépressurisation assez importante pour qu’une bulle d’air se forme, se détache et s’élève jusqu’à la surface de l'eau.

## Application technique biomimétique

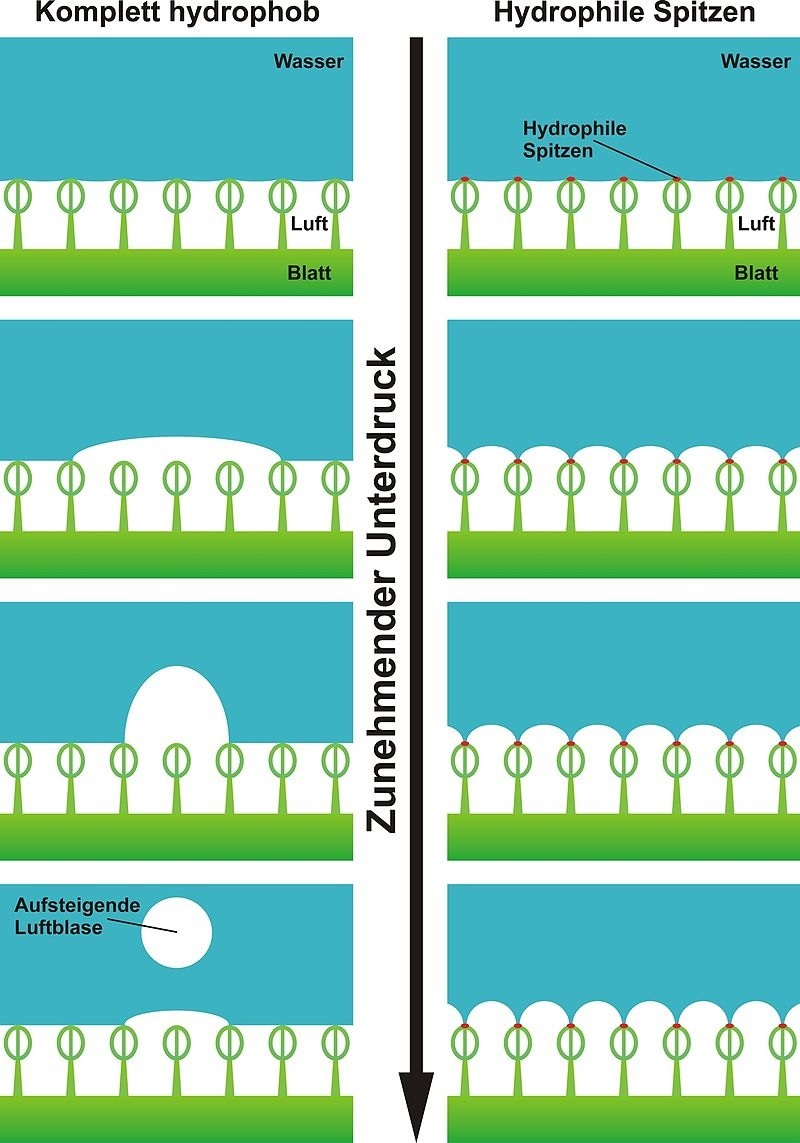
Illustration schématique de la stabilisation de couches d’air sous l’eau par des cellules terminales hydrophiles (Salvinia-Paradoxe).

Du point de vue des applications techniques les surfaces qui retiennent l’air sous l’eau sont d’un grand intérêt. Si l’on arrivait à reproduire techniquement une telle surface, on pourrait par exemple en recouvrir la coque des bateaux afin d’en réduire le frottement avec l’eau environnante permettant ainsi de diminuer d’énormes quantités de carburants, les coûts y afférents et l’impact négatif environnemental (effet antifouling par la couche d’air). Déjà en 2007 deux bateaux-test ont pu fonctionner avec un frottement 8 diminué d’environ 10%, ce qui a conduit à patenter ce principe. Entre-temps on part du principe que le taux de réduction du frottement se situe à plus de 30%.
Le principe de base est schématiquement représenté dans l’illustration ci-contre: on compare les profiles d’écoulement concernant une eau laminaire qui s’écoule sur une surface solide et sur une surface retenant l’air.
Si l’eau coule sur une surface solide et lisse, sa vitesse à la surface est pratiquement nulle, en raison du frottement entre les molécules d’eau et les molécules solides. Si maintenant on incère une couche d’air entre la surface solide et l’eau, on peut observer que la vitesse à la surface de séparation entre l’eau et l’air dans ce cas n’est pas nulle. Grâce à la viscosité peu importante de l’air (55 fois plus faible que celle de l’eau) la transmission des forces de frottement se trouve d’autant réduite.
C’est pourquoi les chercheurs travaillent à l’heure actuelle au développement d’une surface biomimétique retenant l’air sous l’eau de façon permanente d’après les exemples de la Salvinia ou de la Notonecta, pour réduire le frottement sur les bateaux. Les surfaces avec l’Effet Salvinia ont démontré qu’elles absorbaient l’huile rapidement et efficacement et qu’elles pouvaient être utilisées pour séparer l’huile de l’eau.